# Logic Pro
Logic Pro — цифрова звукова робоча станція та MIDI-секвенсер для Mac OS X. Оригінальне програмне забезпечення було створене німецькою компанією C-Lab, потім Emagic. У 2002 році після того, як Apple купила Emagic, Logic Pro стала продуктом Apple.